# Музей «Ніжинська поштова станція»
Музей «Ніжинська поштова станція» — унікальний для України музейний заклад, присвячений розвиткові поштової справи, як місцевої, так і на території країни в цілому у XVII — на початку XX століть, розташований у місті Ніжині (Чернігівської області); одна з оригінальних численних атракцій Ніжина, що є незмінно популярним серед туристів, які відвідують місто.

## Загальні дані
Музей «Ніжинська поштова станція» міститься в історичній будівлі поштової станції, й розташований за адресою:
вул. Поштова, буд. 5, м. Ніжин—16600 (Чернігівська область, Україна).
Директор музею — Поборниця Ольга Петрівна.

## З історії закладу
Задум відкрити музейну експозицію в Ніжині, присвячену пошті, виник ще у 1980-х роках, адже місто має славні поштові традиції, крім того тут зберігся комплекс будівель поштової станції — історико-архітектурна пам'ятка архітектури XVIII століття. Через Ніжинську поштову станцію свого часу пролягали шляхи видатних людей — тут, зокрема, зупинялися на перепочинок Олександр Пушкін, Олександр Грибоєдов, Тарас Шевченко, Володимир Даль, Євген Гребінка. У XVII—XVIII століттях Ніжин було одним з найбільших торговельних міст Лівобережної України, через нього пролягали головні поштові тракти на Київ, Москву, Санкт-Петербург, Ригу, Полтаву, в Крим.
У 1992 році уродженець Ніжина, краєзнавець і меценат Олександр Миколайович Лазаренко передав рідному місту унікальну колекцію предметів дорожнього побуту й документів з історії вітчизняних доріг та кінної пошти XVIII—XIX століть, яку збирав протягом свого тривалого життя.
На її основі був створений музей «Ніжинська поштова станція», який відкрився у 1993 році, й відтоді є одним з найцікавіших екскурсійних об'єктів Ніжина.

## Експозиція

Стенд з експонатами у 1-й залі музею

У теперішній час (2000-ні) у Музеї «Ніжинська поштова станція» експонується понад 500 предметів, так чи інакше пов'язаних із розвитком поштової справи у Ніжині та на території України в цілому.
Експозицію побудовано за архівними документами про Ніжинську поштову станцію, що збереглися в Державному історичному архіві Києва та Центральному історичному архіві Санкт-Петербурга. Концепцією «Поштової станції» враховано використання ландшафтного методу оформлення експозиції, чому не в останню чергу сприяє й те, що приміщення музею — єдиний в Україні подібний комплекс, який зберігся майже повністю. Музейна експозиція покликана створити у відвідувача враження повернення у XIX століття і якповніше показати соціально-економічний розвиток Ніжина тієї пори. Але тут також можна дізнатися і про раніші свідчення поштової справи на території України — про те, як у давнину гінці доставляли князівські грамоти, як козаки везли донесення війська Запорізького; про роль гетьманів у розвитку пошти України.
У 2 залах-кімнатах розташувалася експозиція: макет станції XIX століття, марки, конверти, листівки та старовинні речі подорожнього побуту: чорнильниці, лампи, піддужні дзвоники, свічники.
У другій залі відтворено кімнату станційного наглядача — на стіні висить карта поштових трактів, стоїть старовинний стіл, лави, скрині, дорожні валізи. Також тут є куточок для проїжджаючих з відповідною атрибутикою — самоваром, чайним посудом.
У цій же будівлі комплексу Ніжинської поштової станції 25 жовтня 1860 року в сім'ї поштаря народився і провів дитячі роки видатний український художник-баталіст, академік Микола Семенович Самокиш. В експозиції представлені різноманітні матеріали про життя і творчість художника та його учнів.

## Виноски
1. ↑  Ніжинський музей “Поштова станція” [Архівовано 7 березня 2016 у Wayback Machine.] на www.tour-cn.com.ua (вебресурс «Чернігів для туриста») [Архівовано 6 лютого 2011 у Wayback Machine.]
2. ↑  Єдиний в Україні Музей «Поштова станція», розташований у Ніжині [Архівовано 20 листопада 2008 у Wayback Machine.] на Вебпроєкт «Мандрівка Україною» [Архівовано 20 листопада 2008 у Wayback Machine.]
3. ↑  Ніжин. Із глибини віків… Матеріали з краєзнавства Ніжина. (автор та упорядник Л. Б. Петренко)., Ніжин: «Аспект-Поліграф», 2008. — с. 229
4. ↑  Щербонос Василь Ніжинська «Поштова станція»: на шляху довжиною від гетьманської України до часів Тараса Шевченка і далі [Архівовано 6 листопада 2011 у Wayback Machine.] // матеріал за 2 квітня 2010 року на Вебресурс «Перше екскурсійне бюро» [Архівовано 29 червня 2011 у Wayback Machine.]